# 24 Horas de Le Mans de 1966
As 24 Hours of Le Mans de 1966 foi o 34º grande prêmio automobilístico das 24 Horas de Le Mans, tendo acontecido nos dias 18 e 19 de junho 1966 em Le Mans, França no autódromo francês, Circuit de la Sarthe.
O filme Ford v Ferrari relata a história por trás dessa corrida e a disputa da Ford com a Ferrari pela supremacia na Le Mans.

## Resultados Finais

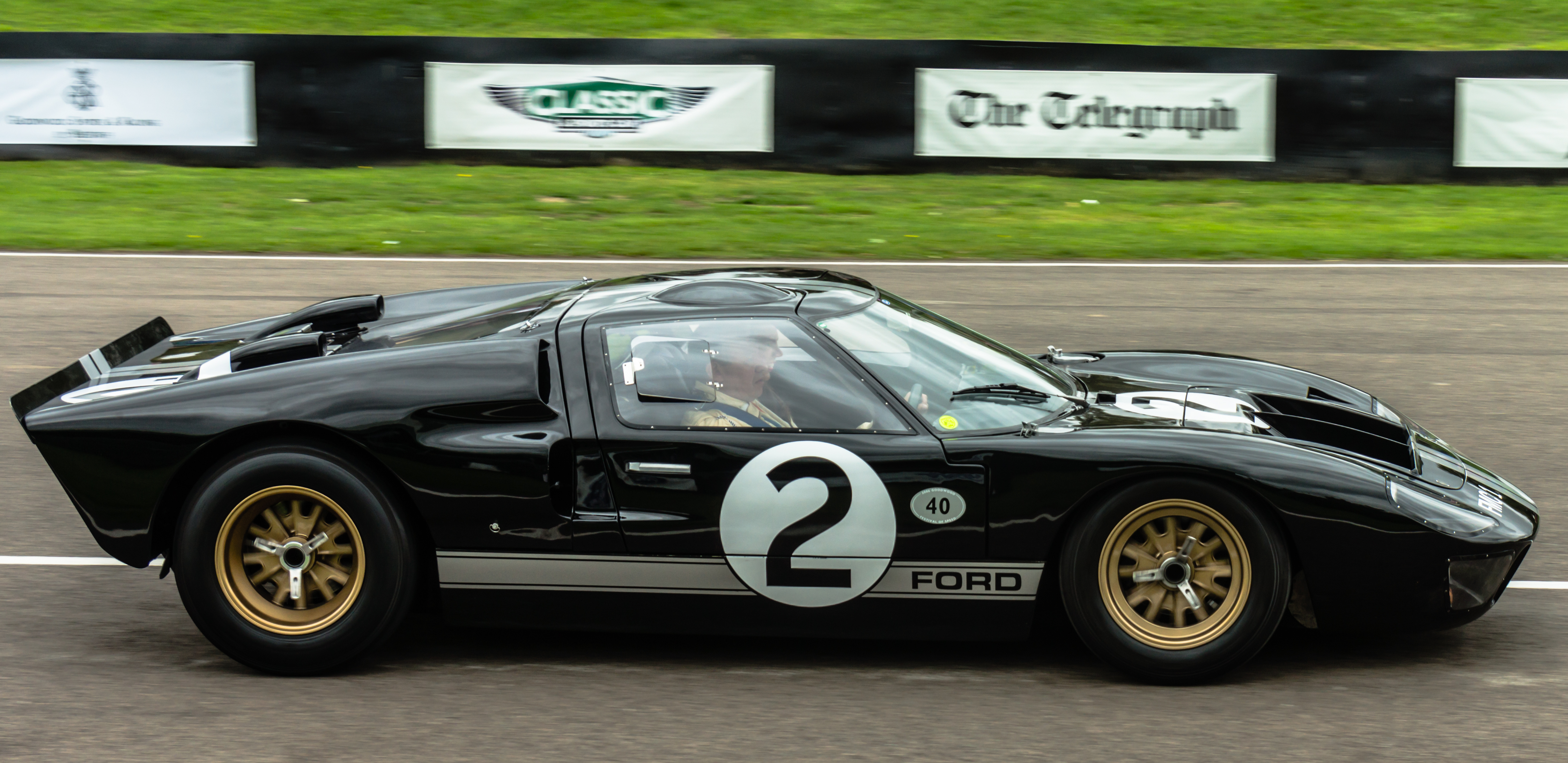
1. 2 Ford GT40 Mk.II.

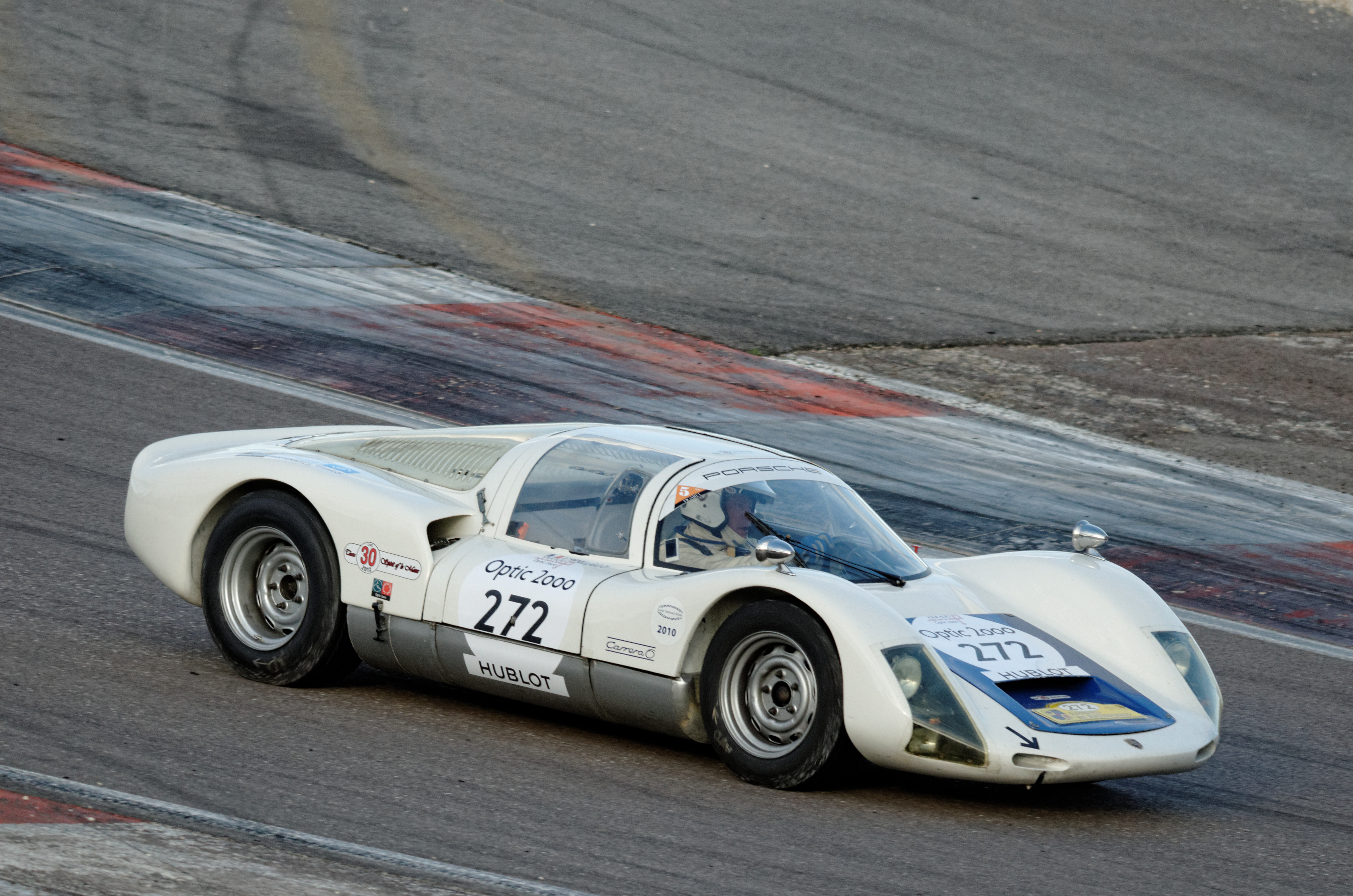
Porsche 906 Carrera

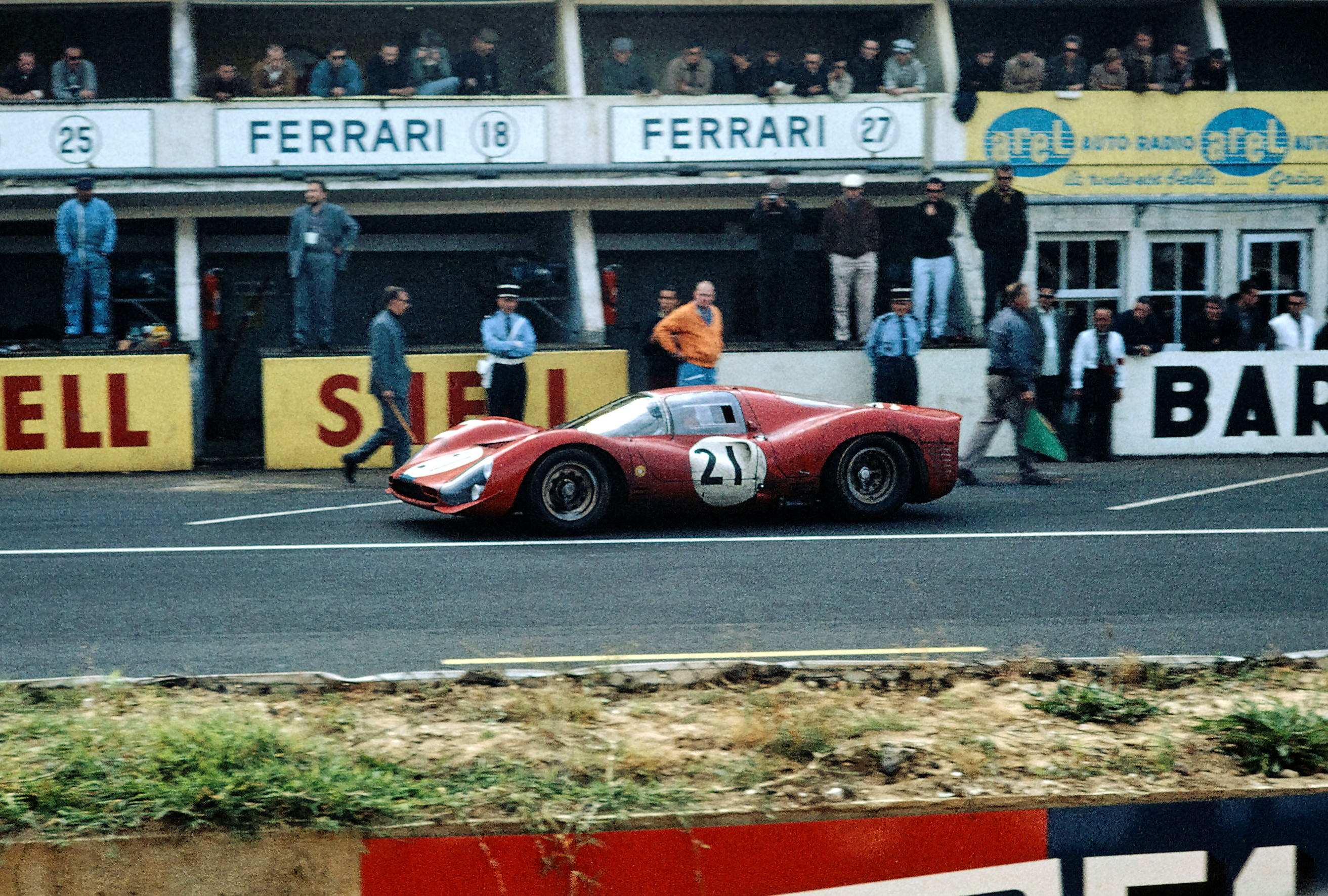
Ferrari 330 P3

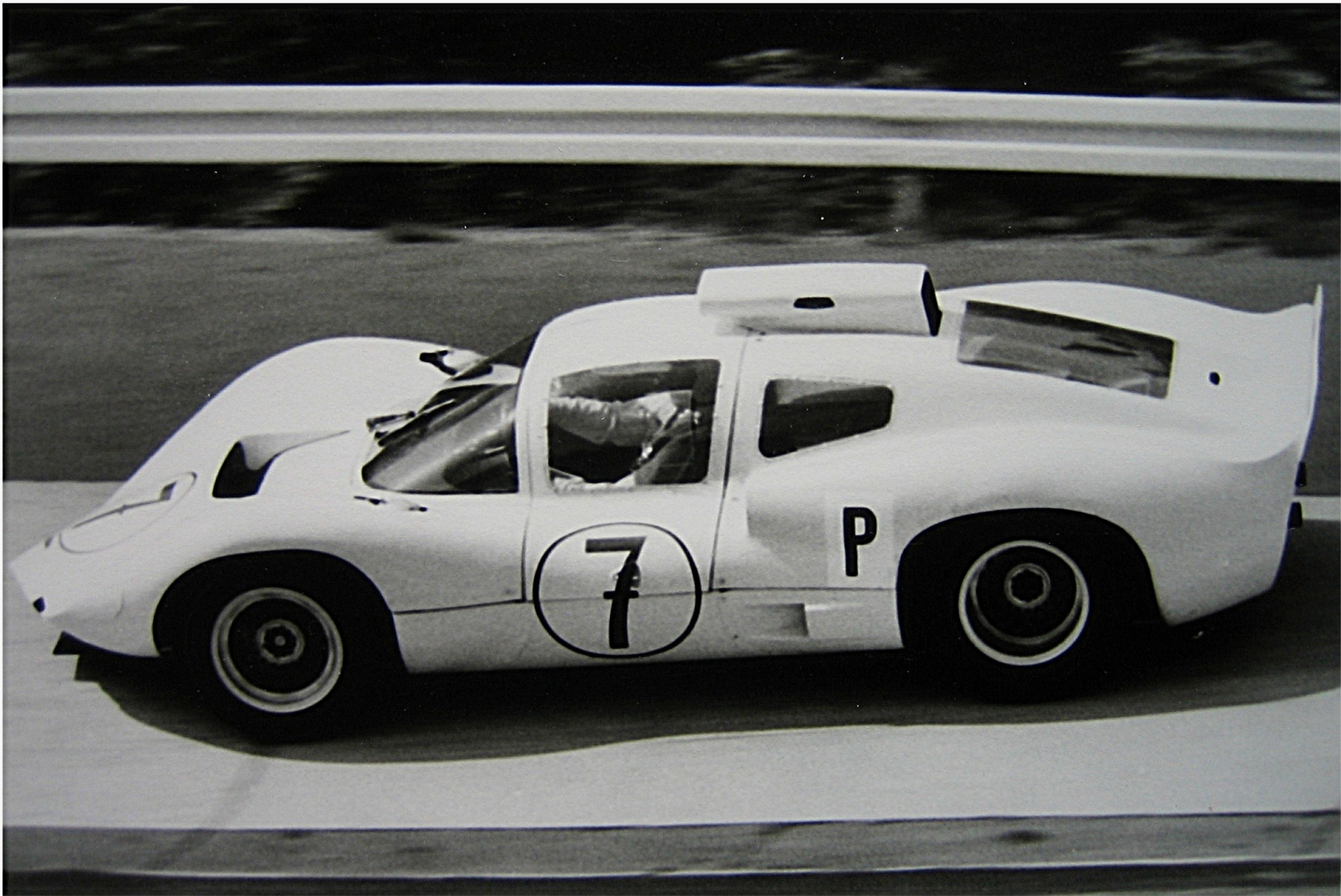
Chaparral 2D

| Pos    | Class  | Nº | Equipe                                                   | Pilotos                                    | Chassis                      | Motor               | Voltas |
| ------ | ------ | -- | -------------------------------------------------------- | ------------------------------------------ | ---------------------------- | ------------------- | ------ |
| 1      | P +5.0 | 2  | Shelby-American Inc.                                     | Bruce McLaren Chris Amon                   | Ford GT40 Mk.II              | Ford 7.0L V8        | 360    |
| 2      | P +5.0 | 1  | Shelby-American Inc.                                     | Ken Miles Denny Hulme                      | Ford GT40 Mk.II              | Ford 7.0L V8        | 360    |
| 3      | P +5.0 | 5  | Holman & Moody / Essex Wire Corp.                        | Ronnie Bucknum Dick Hutcherson             | Ford GT40 Mk.II              | Ford 7.0L V8        | 348    |
| 4      | P 2.0  | 30 | Porsche System Engineering                               | Jo Siffert Colin Davis                     | Porsche 906/6L Carrera 6     | Porsche 2.0L Flat-6 | 339    |
| 5      | P 2.0  | 31 | Porsche System Engineering                               | Hans Herrmann Herbert Linge                | Porsche 906/6L Carrera 6     | Porsche 2.0L Flat-6 | 338    |
| 6      | P 2.0  | 32 | Porsche System Engineering                               | Udo Schütz Peter de Klerk                  | Porsche 906/6L Carrera 6     | Porsche 2.0L Flat-6 | 337    |
| 7      | S 2.0  | 58 | Porsche System Engineering                               | Günter Klass Rolf Stommelen                | Porsche 906/6 Carrera 6      | Porsche 2.0L Flat-6 | 330    |
| 8      | GT 5.0 | 29 | Maranello Concessionaires                                | Piers Courage Roy Pike                     | Ferrari 275 GTB/C            | Ferrari 3.3L V12    | 310    |
| 9      | P 1.3  | 62 | Société des Automobiles Alpine                           | Henri Grandsire Leo Cella                  | Alpine A210                  | Renault 1.3L I4     | 311    |
| 10     | GT 5.0 | 57 | Ecurie Francorchamps                                     | Pierre Noblet Claude Dubois                | Ferrari 275 GTB              | Ferrari 3.3L V12    | 310    |
| 11     | P 1.3  | 44 | Ecurie Savin-Calberson                                   | Jacques Cheinisse Roger Delageneste        | Alpine A210                  | Renault 1.3L I4     | 307    |
| 12     | P 1.3  | 45 | Société des Automobiles Alpine                           | Guy Verrier Robert Bouharde                | Alpine A210                  | Renault 1.3L I4     | 307    |
| 13     | P 1.3  | 46 | Société des Automobiles Alpine                           | Mauro Bianchi Jean Vinatier                | Alpine A210                  | Renault 1.3L I4     | 306    |
| 14     | GT 2.0 | 35 | "J. Franc"                                               | Jacques Dewes Jean Kerguen                 | Porsche 911S                 | Porsche 2.0L Flat-6 | 284    |
| 15     | P 1.3  | 50 | Jean-Louis Marnat & Cie                                  | Claude Ballot-Léna Jean-Louis Marnat       | Marcos Mini Marcos GT 2+2    | BMC 1.3L I4         | 258    |
| 16 DNF | S 2.0  | 33 | Porsche System Engineering                               | Peter Gregg Sten Axelsson                  | Porsche 906/6 Carrera 6      | Porsche 2.0L Flat-6 | 321    |
| 17 DNF | P +5.0 | 3  | Shelby-American Inc.                                     | Dan Gurney Jerry Grant                     | Ford GT40 Mk.II              | Ford 7.0L V8        | 257    |
| 18 DNF | P 1.3  | 49 | Donald Healey Motor Company                              | Paddy Hopkirk Andrew Hedges                | Austin-Healey Sprite Le Mans | BMC 1.3L I4         | 237    |
| 19 DNF | S 5.0  | 14 | Scuderia Filipinetti F.R. English Ltd. / Comstock Racing | Peter Sutcliffe Dieter Spoerry             | Ford GT40 Mk.I               | Ford 4.7L V8        | 233    |
| 20 DNF | P 5.0  | 21 | SpA Ferrari SEFAC                                        | Lorenzo Bandini Jean Guichet               | Ferrari 330 P3               | Ferrari 4.0L V8     | 226    |
| 21 DNF | GT 5.0 | 26 | Ed Hugus                                                 | Gianpiero Bascaldi Michel de Bourbon-Parma | Ferrari 275 GTB              | Ferrari 3.3L V12    | 218    |
| 22 DNF | S 5.0  | 28 | Equipe Nationale Belge                                   | Gustave Gosselin Eric de Keyn              | Ferrari 250LM                | Ferrari 3.3L V12    | 218    |
| 23 DNF | P 1.3  | 47 | Société des Automobiles Alpine                           | Berndt Jansson Pauli Toivonen              | Alpine A210                  | Renault 1.3L I4     | 217    |
| 24 DNF | S 5.0  | 59 | Essex Wire Corporation                                   | Peter Revson Skip Scott                    | Ford GT40 Mk.I               | Ford 4.7L V8        | 212    |
| 25 DNF | S 5.0  | 15 | Ford France S.A.                                         | Guy Ligier Bob Grossman                    | Ford GT40 Mk.I               | Ford 4.7L V8        | 205    |
| 26 DNF | P 5.0  | 19 | Scuderia Filipinetti                                     | Willy Mairesse Herbert Müller              | Ferrari 365 P2/P3            | Ferrari 4.4L V12    | 166    |
| 27 DNF | S 5.0  | 60 | Essex Wire Corporation                                   | Jochen Neerpasch Jacky Ickx                | Ford GT40 Mk.I               | Ford 4.7L V8        | 154    |
| 28 DNF | P 5.0  | 27 | North American Racing Team (NART)                        | Richie Ginther Pedro Rodríguez             | Ferrari 330 P3 Spyder        | Ferrari 4.0L V12    | 151    |
| 29 DNF | P 1.3  | 28 | Donald Healey Motor Company                              | John Rhodes Clive Baker                    | Austin-Healey Sprite Le Mans | BMC 1.3L I4         | 134    |
| 30 DNF | P 5.0  | 17 | Ecurie Francorchamps                                     | Jean Blaton Pierre Dumay                   | Ferrari 365 P2/P3            | Ferrari 4.4L V12    | 129    |
| 31 DNF | P 5.0  | 20 | SpA Ferrari SEFAC                                        | Ludovico Scarfiotti Mike Parkes            | Ferrari 330 P3               | Ferrari 4.0L V12    | 123    |
| 32 DNF | P 1.15 | 55 | Société des Automobiles Alpine                           | André de Cortanze Jean-Pierre Hanrioud     | Alpine A210                  | Renault 1.0L I4     | 118    |
| 33 DNF | P 2.0  | 41 | Matra Sports SARL                                        | Johnny Servoz-Gavin Jean-Pierre Beltoise   | Matra M620                   | BRM 1.9L V8         | 112    |
| 34 DNF | P +5.0 | 9  | Chaparral Cars Inc.                                      | Phil Hill Joakim Bonnier                   | Chaparral 2D                 | Chevrolet 5.4L V8   | 111    |
| 35 DNF | P +5.0 | 7  | Alan Mann Racing Ltd.                                    | Graham Hill Brian Muir                     | Ford GT40 Mk.II              | Ford 7.0L V8        | 110    |
| 36 DNF | P 2.0  | 34 | Auguste Veuillet                                         | Robert Buchet Gerhard Koch                 | Porsche 906/6 Carrera 6      | Porsche 2.0L Flat-6 | 110    |
| 37 DNF | P 2.0  | 42 | Matra Sports SARL                                        | Jo Schlesser Alan Rees                     | Matra M620                   | BRM 1.9L V8         | 100    |
| 38 DNF | P +5.0 | 6  | Holman & Moody                                           | Mario Andretti Lucien Bianchi              | Ford GT40 Mk.II              | Ford 7.0L V8        | 97     |
| 39 DNF | P 1.15 | 53 | S.E.C. Automobiles CD                                    | Georges Heligouin Jean Rives               | CD SP66                      | Peugeot 1.1L I4     | 91     |
| 40 DNF | P 5.0  | 18 | North American Racing Team (NART)                        | Masten Gregory Bob Bondurant               | Ferrari 365 P2               | Ferrari 4.4L V12    | 88     |
| 41 DNF | P 1.15 | 51 | S.E.C. Automobiles CD                                    | Claude Laurent Jean-Claude Ogier           | CD SP66                      | Peugeot 1.1L I4     | 54     |
| 42 DNF | P 1.3  | 54 | North American Racing Team (NART)                        | François Pasquier Robert Mieusset          | ASA RB613                    | Ferrari 1.3L I4     | 50     |
| 43 DNF | P 5.0  | 24 | Scuderia San Marco                                       | Jean-Claude Sauer Jean de Mortemart        | Serenissima Jungla GT Spyder | ATS 3.5L V8         | 40     |
| 44 DNF | P +5.0 | 11 | Prototip Bizzarrini SAL                                  | Sam Posey Massimo Natili                   | Bizzarrini 5300GT            | Chevrolet 5.4L V8   | 39     |
| 45 DNF | P 2.0  | 43 | Matra Sports SARL                                        | Jean-Pierre Jaussaud Henri Pescarolo       | Matra M620                   | BRM 1.9L V8         | 38     |
| 46 DNF | P 5.0  | 16 | Maranello Concessionaires                                | Richard Attwood David Piper                | Ferrari 365 P2 Spyder        | Ferrari 4.4L V12    | 33     |
| 47 DNF | P 1.3  | 61 | ASA                                                      | Spartaco Dini Ignazio Giunti               | ASA RB613                    | Ferrari 1.3L I4     | 31     |
| 48 DNF | P +5.0 | 8  | Alan Mann Racing Ltd.                                    | Sir John Whitmore Frank Gardner            | Ford GT40 Mk.II              | Ford 7.0L V8        | 31     |
| 49 DNF | P 1.15 | 52 | S.E.C. Automobiles CD                                    | Pierre Lelong Alain Bertaut                | CD SP66                      | Peugeot 1.1L I4     | 19     |
| 50 DNF | P 2.0  | 36 | Maranello Concessionaires                                | Mike Salmon David Hobbs                    | Ferrari Dino 206S            | Ferrari 2.0L V6     | 14     |
| 51 DNF | P +5.0 | 4  | Holman & Moody                                           | Mark Donohue Paul Hawkins                  | Ford GT40 Mk.II              | Ford 7.0L V8        | 12     |
| 52 DNF | P 2.0  | 38 | North American Racing Team (NART)                        | Charlie Kolb George Follmer                | Ferrari Dino 206S            | Ferrari 2.0L V6     | 9      |
| 53 DNF | P +5.0 | 10 | Prototip Bizzarrini SRL                                  | Edgar Berney André Wicky                   | Bizzarrini P538              | Chevrolet 5.4L V8   | 8      |
| 54 DNF | S 5.0  | 12 | F.R. English Ltd. \ Comstock Racing                      | Innes Ireland Jochen Rindt                 | Ford GT40 Mk.I               | Ford 4.7L V8        | 8      |
| 55 DNF | P 2.0  | 25 | Scuderia San Marco North American Racing Team (NART)     | Nino Vaccarella Mario Casoni               | Ferrari Dino 206S            | Ferrari 2.0L V6     | 7      |

Legenda :DNQ = Não largou - DNF = Abandono - NC = Não classificado - DSQ= Desqualificado

## Legado
Ford v Ferrari é um filme baseado na rivalidade entre Ford e Ferrari pelo domínio na corrida de resistência de Le Mans que esteve em obras na 20th Century Fox. O filme conta a história de uma equipe excêntrica e determinada de engenheiros e designers estadunidenses, liderada pelo visionário automotivo Carroll Shelby e seu motorista britânico Ken Miles, que são despachados por Henry Ford II e Lee Iacocca com a missão de construir o Ford GT40, um novo carro de corrida com potencial para finalmente derrotar a sempre dominante equipe da Ferrari na corrida das 24 Horas de Le Mans de 1966, na França.